# Schlich
Schlich (Dürener Platt: Schlesch) ist ein Ortsteil von Langerwehe im Kreis Düren, Nordrhein-Westfalen.

## Ort
Mit 2515 Einwohnern ist Schlich der größte Ort der „Herrschaft Merode“ (Obergeich, D’horn, Schlich, Merode, Echtz, Geich und Konzendorf) und gehört zu den Dörfern mit den stärksten Einwohnergewinnen im Kreis Düren.
Historisch ist Schlich eine fränkische Siedlung. Als Geländenamen verbirgt sich in der Ortsbezeichnung das mittel-hochdeutsche slich, slik, slijk, das so viel wie Schlick oder Schlamm bedeutet. Dies ist eine einleuchtende sprachliche Deutung angesichts des Reichtums an kleinen Gewässern in diesem Grenzgebiet zwischen waldreichen Höhenausläufern der Eifel und fruchtbarem Flachland der Echtzer Lößplatte.

## Geschichte

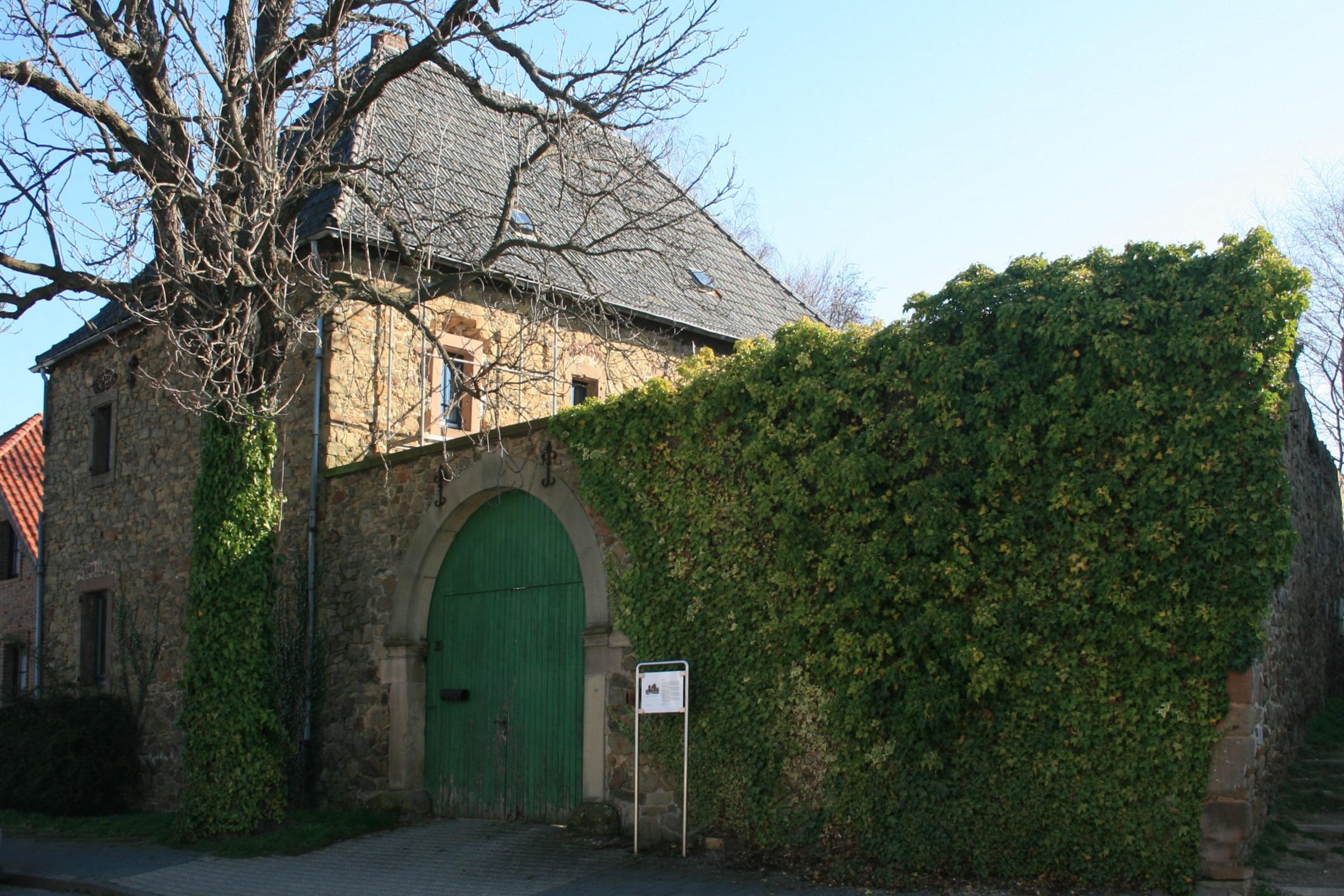
Alte Vikarie

Der früheste schriftliche Nachweis von Schlich stammt aus den Jahren von 1294 bis 1323. Im Zusammenhang mit der Erbteilung zwischen den Herren von Merode wird einer der Ritter von Merode auch Johann von „Slige“, Johann von „Sliche“ oder „her Johan van Slig“ genannt.
Am 10. April 1644 waren lothringische Truppen von Eschweiler aufgebrochen und hatten in Schlich und Merode übernachtet. Sie beabsichtigten, in der Frühe des 11. April das Jülicher Land zu verlassen. Zur gleichen Zeit waren aus Neuss, Kempen und Kalkar hessische Truppen in Richtung Rur aufgebrochen. Sie sahen die großen Lagerfeuer der Lothringer und beschlossen, diese zu überfallen. Die Überrumpelung gelang, die Hessen drangen in das lothringische Lager und in den Ort Schlich ein der bald lichterloh brannte. Die Lothringer flüchteten Richtung Merode und wurden dort von einem Teil der Hessen mit den soeben erbeuteten Geschützen in Schach gehalten. Die übrigen Hessen plünderten indessen das lothringische Lager und den Ort Schlich.
Im Herbst/Winter 1666/67 suchte eine Pestepidemie die Orte Schlich und Merode heim. Ein Drittel der Bevölkerung kam ums Leben. In dieser Zeit wurde durch Spenden eine Glocke angeschafft, die heute noch existiert. Die „Pestglocke“ hängt heute in der Donatuskapelle in der Mitte des Ortes.
Im Jahr 1720 stiftete der aus Schlich stammende Heinrich Poel, Vicecuratus in D’horn, eine Kapelle, die dem Hl. Antonius geweiht wurde. Hiermit verbunden war ein Beneficum auf eine Wochenmesse. Die Kapelle stand an der heutigen Kreuzung Eifelstraße – Weberstraße – Antoniusstraße (Richtung Schule). Sie wurde im Zweiten Weltkrieg stark beschädigt und 1950 abgetragen. 1951 wurde nur wenige Meter entfernt die Donatuskapelle erbaut.
Zur gleichen Zeit wirkte sein aus Merode stammender Schwager seiner Schwester, Bernardus Wettstein, in der „Herrschaft“. Er war Altarist und Frühmessner am St. Georgsaltar in D’horn, Kaplan an der Kapelle in Geich, Provisor des Hospitals zu Geich und Rentmeister der Grafen von Merode. Er erbaute 1721 bis 1729 zu Ehren seines Onkels Arnoldus Wettstein, der ebenfalls Altarist in D’horn und Kaplan zu Geich war, in der heutigen Kirchstraße eine Wohnung, die unter Denkmalschutz stehende alte Vikarie. Die beiden ließen auch im Jahr 1721 eine Glocke gießen. Sie ist die älteste Glocke in der St. Martinus Pfarrkirche in Schlich.
Im Jahr 1797 wurde auch Schlich von Napoleons Truppen besetzt. Zwei junge Männer aus dem Ort wurden zwangsrekrutiert und verloren in Russland ihr Leben. Im Jahr 1799 wohnten im Ort 200 Erwachsene über zwölf Jahren und etwa 120 Kinder unter zwölf Jahren. Bis auf fünf Personen jüdischen Glaubens waren alle katholisch.
Am 1. Juli 1969 wurden die Gemeinden Merode und Schlich-D’horn zur neuen Gemeinde D’horn zusammengeschlossen. Am 1. Januar 1972 wurde D’horn nach Langerwehe eingemeindet.
Am 1. Januar 1984 wurde in Schlich eine ständig besetzte Rettungswache eingerichtet, die im Auftrag des Kreises Düren vom DRK. Sie wurde 2011 an gleicher Stelle neu gebaut und beinhaltet jetzt auch das Feuerwehrhaus.

## Vereine
- Spielmannszug „Grün-Weiß“ 1949 Schlich e. V.
- Maigesellschaft Schlich – D’horn 1751 e. V.
- Freiwillige Feuerwehr, Löschgruppe Schlich-Merode
- Jugendtreff AG
- Karnevalsverein Kreechelberger Funken Schlich e. V.
- Fußballclub FC Viktoria Schlich 1911 e. V.
- Tischtennisclub DJK TTC 1948 Schlich e. V.
- Eifelverein, Ortsgruppe Schlich
- St. Martinus und Donatus Schützenbruderschaft Pfarre D’horn 1628 e. V.
- St. Matthias Bruderschaft Pfarre D’horn
- Kirchenchor St. Martinus – Cäcilia der Pfarre D’horn
- DRK Düren, Bereitschaft Schlich

## Persönlichkeiten
- Gerhard Zucker, Konstrukteur von Raketen zur Postbeförderung, war mit einer Schlicherin verheiratet und wohnte zeitweise hier.
- Frank Wettstein, ehemaliger Vorstandsvorsitzender des HSV

## Verkehr
Der nächste DB-Bahnhof ist „Langerwehe“ an der Strecke Aachen–Düren–Köln.
Die AVV-Buslinien 296 und – mit einzelnen Fahrten – 237 des Rurtalbus verbinden Schlich mit der Kreisstadt Düren, Langerwehe-Mitte und den Nachbarorten. Bis zum 31. Dezember 2019 wurden diese Linien vom BVR Busverkehr Rheinland bedient.
| Linie | Verlauf |
| ----- | --- |
| 237   | Düren Bf/ZOB – StadtCenter – (Mariaweiler Gesamtschule –) Mariaweiler – Echtz Badesee – Echtz – Geich – Obergeich – D’horn – (Schlich –) Merode – Pier – Jüngersdorf – Langerwehe Markt – Langerwehe Bf       |
| 296   | Düren Bf/ZOB – StadtCenter – Kaiserplatz – Gürzenich – Derichsweiler – Schlich – Merode – Pier – Jüngersdorf – Langerwehe Holzstr. – Langerwehe Bf – Luchem – Inden/Altdorf – Lamersdorf – Lucherberg / Frenz |

## Trivia
Von den umliegenden Orten werden die Bewohner des Ortes Waggese genannt.